# Melhania albiflora
Melhania albiflora är en malvaväxtart som först beskrevs av William Philip Hiern, och fick sitt nu gällande namn av Arthur Wallis Exell och Mendonca. Melhania albiflora ingår i släktet Melhania och familjen malvaväxter. Inga underarter finns listade i Catalogue of Life.